# Nachts, wenn der Teufel kam
Nachts, wenn der Teufel kam (alemany: De nit, quan va venir el diable) és una pel·lícula alemanya occidental de 1957 dirigida per Robert Siodmak. Va ser nominada al Oscar a la millor pel·lícula de parla no anglesa així com va guanyar el Deutscher Filmpreis a la millor pel·lícula de ficció al seu país natal. Es basa en la història real de Bruno Lüdke.

## Argument
És un relat molt fictici de la caça d'un assassí en sèrie, ja que ell assassina dones durant l'últim any o dos de la Segona Guerra Mundial. En un dels crims s'arresta un home que és evidentment innocent. Un investigador que comença a trobar un fil que condueix al veritable assassí es veu frustrat per les autoritats nazis que creuen que revelar la veritat soscavarà la fe de la gent en el seu sistema suposadament infal·lible. La història detectivesca esdevé una història sobre els mals de la propaganda política i la corrupció.
Els decorats de la pel·lícula van ser dissenyats pel director d'art Gottfried Will i Rolf Zehetbauer. El rodatge de localització va tenir lloc a Berlín i Munic.

## Repartiment
- Claus Holm com a comissari criminal Axel Kersten
- Annemarie Düringer com a Helga Hornung
- Mario Adorf com a Bruno Lüdke[4]
- Hannes Messemer com a SS-Gruppenfuehrer Rossdorf
- Carl Lange com el major Thomas Wollenberg
- Werner Peters com Willi Keun
- Walter Janssen com a Kriminalrat Boehm
- Peter Carsten com a SS-Standartenfuhrer Mollwitz
- Wilmut Borell com a SS-Sturmbannfuhrer Heinrich, ajudant de Rossdorf
- Monika John com Lucy Hansen, Kellnerin
- Rose Schäfer com Anna Hohmann
- Lukas Ammann com a Pflichtverteidiger von Keun
- Karl-Heinz Peters com a Hauswart